# Giovanni di Domenico
Giovanni di Domenico (* 20. Juli 1977 in Rom) ist ein italienischer Improvisationsmusiker (Piano, Komposition).

## Leben und Wirken
Di Domenico wuchs in Afrika (Libyen, Kamerun, Algerien) auf; die Einflüsse dieser Kindheit und Jugend spiegeln sich auch in seiner Musik wider. Er arbeitete u. a. mit Nate Wooley, Chris Corsano, Arve Henriksen, Jim O’Rourke, Alexandra Grimal, Tetuzi Akiyama, João Lobo und Toshimaru Nakamura. 2013 nahm er mit Akira Sakata das Album Iruman auf, das beim portugiesischen Label Mbari erschien. Di Domenico lebt in Brüssel.

## Diskographische Hinweise
- Giovanni di Domenico, Arve Henriksen, Tatsuhisa Yamamoto: Clinamen (Off, 2010)
- Giovanni di Domenico, Alexandra Grimal: Ghibli (Sans Bruit, 2011)
- Giovanni di Domenico & Oriol Roca: Sounds Good (Spocus Record, 2012)
- Posh Scorch (ORRE Records, 2013), mit Nate Wooley, Hugo Antunes
- Giovanni Di Domenico & Abschattungen: The Ear Cannot Be Filled with Hearing (El Negocito Records, 2018)
- Giovanni di Domenico & Oriol Roca: Ater (2020)[2]
- Giovanni Di Domenico, Pak Yan Lau & John Also Bennett: Tidal Perspectives (Basilic, 2024)
- Giovanni Di Domenico, Eiko Ishibashi, Jim O’Rourke, Kei Matsumaru and Tatsuhisa Yamamoto: Sakuraza (2024)
- Alexandra Grimal / Giovanni Di Domenico: Shakkei (2025)